# Massilia (bactérie)
Genre
Massilia est un genre de bactéries, de la famille des Oxalobacteraceae. Une première description est faite par La Scola et al. en 2000, puis validée la même année.

## Liste d'espèces
Selon Catalogue of Life (19 mars 2020) et ITIS (19 mars 2020) :
- Massilia aerilata Weon et al., 2008
- Massilia albidiflava Zhang et al., 2006
- Massilia alkalitolerans (Xu et al., 2005) Kämpfer et al., 2011
- Massilia aurea Gallego et al., 2006
- Massilia brevitalea Zul et al., 2008
- Massilia consociata Kämpfer et al., 2011
- Massilia dura Zhang et al., 2006
- Massilia flava Wang et al., 2012
- Massilia haematophila (Kämpfer et al., 2008) Kämpfer et al., 2011
- Massilia jejuensis Weon et al., 2010
- Massilia lutea Zhang et al., 2006
- Massilia niabensis Weon et al., 2009
- Massilia niastensis Weon et al., 2009
- Massilia oculi Kämpfer et al., 2012
- Massilia plicata Zhang et al., 2006
- Massilia suwonensis (Weon et al., 2010) Kämpfer et al., 2011
- Massilia timonae La Scola et al., 2000 emend. Lindquist et al., 2003
- Massilia varians (Kämpfer et al., 2008) Kämpfer et al., 2011

Selon NCBI (19 mars 2020) :
- Massilia aerilata Weon et al. 2008
- Massilia agilis Altankhuu & Kim 2017
- Massilia agri Chaudhary & Kim 2017
- Massilia albidiflava Zhang et al. 2006
- Massilia alkalitolerans (Xu et al. 2005) Kampfer et al. 2011
- Massilia armeniaca Ren et al. 2018
- Massilia arvi Singh et al. 2015
- Massilia aurea Gallego et al. 2006
- Massilia brevitalea Zul et al. 2008
- Massilia buxea Sun et al. 2017
- Massilia chloroacetimidivorans Lee et al. 2017
- Massilia consociata Kampfer et al. 2011
- Massilia dura Zhang et al. 2006
- Massilia eurypsychrophila Shen et al. 2015
- Massilia flava Wang et al. 2012
- Massilia glaciei Gu et al. 2017
- Massilia haematophila (Kampfer et al. 2008) Kampfer et al. 2011
- Massilia humi Du et al. 2016
- Massilia jejuensis Weon et al. 2010
- Massilia kyonggiensis Kim 2014
- Massilia lurida Luo et al. 2013
- Massilia lutea Zhang et al. 2006
- Massilia namucuonensis Kong et al. 2013
- Massilia neuiana Zhao et al. 2017
- Massilia niabensis Weon et al. 2009
- Massilia niastensis Weon et al. 2009
- Massilia norwichensis Orthova et al. 2015
- Massilia oculi Kampfer et al. 2012
- Massilia phosphatilytica Zheng et al. 2017
- Massilia pinisoli Khulan & Kim 2015
- Massilia plicata Zhang et al. 2006
- Massilia psychrophila Guo et al. 2016
- Massilia putida Feng et al. 2016
- Massilia solisilvae Altankhuu & Kim 2017
- Massilia suwonensis (Weon et al. 2010) Kampfer et al. 2011
- Massilia terrae Altankhuu & Kim 2017
- Massilia tieshanensis Du et al. 2012
- Massilia timonae La Scola et al. 2000 emend. Lindquist et al. 2003
- Massilia umbonata Rodriguez-Diaz et al. 2014
- Massilia varians (Kampfer et al. 2008) Kampfer et al. 2011
- Massilia violacea Embarcadero-Jimenez et al. 2016
- Massilia violaceinigra Wang et al. 2018
- Massilia yuzhufengensis Shen et al. 2013
- Naxibacter indica
- Naxibacter intermedius